# Garrigues (sociedade de advogados)
Garrigues é uma sociedade de advogados de origem espanhola, com representação em Portugal. Em 2006 contava com mais de 1500 advogados, em mais de 29 escritórios, tornando-o em 2011 o maior escritório de advogados da Europa continental, tem também presença internacional. Tem sido reconhecida pelos seus serviços no Reino Unido. Nos concursos aos quais se apresentou os júris têm apontado na qualidade do serviço e a experiência do escritório.

## Prémios
- British Legal Awards (2011) – vencedor[3]
- European Tax Awards (2011) – vencedor[3]

- European Tax Awards (2012) – finalista[4]